# 동구릉로
동구릉로(東九陵路, Donggureung-ro)는 경기도 구리시 교문동 교문사거리에서 경기도 구리시 동구동 퇴계원교를 잇는 경기도의 도로이다.

## 주요 경유지
경기도
- 구리시 (교문동 · 인창동 · 사노동)

## 구간
교문사거리(국도 제6호선 경춘로 교차, 아차산로 직결) - 인창초등학교 - 인창삼거리 - 원진녹색병원, 성림스포츠센터 - 배탈고개 - 도매시장 사거리 - 동창교 나들목(수도권제1순환고속도로 구리 나들목) - 동구릉 - 공설묘지입구 - 내양초등학교 - 사노 나들목 - 퇴계원교 - 퇴계원사거리(경춘북로와 교차, 퇴계원로와 직결)